# LUNKHEAD (アルバム)
『LUNKHEAD』（ランクヘッド）は、2006年6月21日にリリースされたLUNKHEAD3枚目のフルアルバムである。
初回盤にのみ、マル秘映像パート3＋「カナリア ボックス」のPVが収録されている。 

## 収録曲
1. 恋をしている（4分35秒）
2. カナリア ボックス（4分24秒）
6thシングル収録曲
3. すべて（4分51秒）
7thシングル収録曲
4. 光の街（3分42秒）
5. クローバー（3分27秒）
6. 僕らの背中と太陽と（5分09秒）
7. 虹（3分56秒）
8. a.m.（3分51秒）
9. ブラック・ミスティ・アイランド（3分51秒）
「ブラック = 黒、ミスティ = 霧、アイランド = 島」となっており、焼酎の黒霧島のことを指している。
10. loop（4分16秒）
11. そして朝が来た（4分01秒）
12. プルケリマ ALBUM VERSION（5分01秒）

- 作詞・作曲： 小高芳太朗 （#1 - 6、8 - 12）、石川龍・小高芳太朗 （#7）
- 編曲: ランクヘッド